# Lettország a 2000. évi nyári olimpiai játékokon
Lettország az ausztráliai Sydneyben megrendezett 2000. évi nyári olimpiai játékok egyik részt vevő nemzete volt. Az országot az olimpián 13 sportágban 45 sportoló képviselte, akik összesen 3 érmet szereztek.

## Érmesek
| Érem  | Versenyző          | Sportág   | Versenyszám           |
| ----- | ------------------ | --------- | --------------------- |
| Arany | Igors Vihrovs      | Torna     | Férfi talaj           |
| Ezüst | Aigars Fadejevs    | Atlétika  | Férfi 50 km gyaloglás |
| Bronz | Vsevolods Zeļonijs | Cselgáncs | Férfi könnyűsúly      |

## Atlétika
Férfi
| Versenyző          | Versenyszám     | Előfutam | Előfutam | Előfutam | Negyeddöntő | Negyeddöntő | Negyeddöntő | Elődöntő | Elődöntő | Elődöntő | Döntő    | Döntő    |
| Versenyző          | Versenyszám     | Idő      | Hely.    | Össz.    | Idő         | Hely.       | Össz.       | Idő      | Hely.    | Össz.    | Idő      | Helyezés |
| ------------------ | --------------- | -------- | -------- | -------- | ----------- | ----------- | ----------- | -------- | -------- | -------- | -------- | -------- |
| Viktors Lācis      | 800 m           | 1:46,94  | 3.       | 14.      |             |             |             | 1:47,24  | 6.       | 18.      | kiesett  | kiesett  |
| Staņislavs Olijars | 110 m gát       | 13,56    | 2.       | 9.*      | 13,34       | 3.          | 3.          | 13,50    | 6.       | 11.      | kiesett  | kiesett  |
| Māris Putenis      | 20 km gyaloglás |          |          |          |             |             |             |          |          |          | kizárták | kizárták |
| Aigars Fadejevs    | 20 km gyaloglás |          |          |          |             |             |             |          |          |          | 1:22:43  | 14.      |
| Aigars Fadejevs    | 50 km gyaloglás |          |          |          |             |             |             |          |          |          | 3:43:40  |          |
| Modris Liepiņš     | 50 km gyaloglás |          |          |          |             |             |             |          |          |          | 3:48:36  | 9.       |
| Uģis Brūvelis      | 50 km gyaloglás |          |          |          |             |             |             |          |          |          | 4:11:41  | 35.      |

| Versenyző       | Versenyszám   | Selejtező | Selejtező | Döntő    | Döntő    |
| Versenyző       | Versenyszám   | Eredmény  | Helyezés  | Eredmény | Helyezés |
| --------------- | ------------- | --------- | --------- | -------- | -------- |
| Voldemārs Lūsis | Gerelyhajítás | 80,08 m   | 18.       | kiesett  | kiesett  |
| Ēriks Rags      | Gerelyhajítás | 75,75 m   | 26.       | kiesett  | kiesett  |

Női
| Versenyző                 | Versenyszám     | Előfutam | Előfutam | Előfutam | Negyeddöntő | Negyeddöntő | Negyeddöntő | Elődöntő | Elődöntő | Elődöntő | Döntő    | Döntő    |
| Versenyző                 | Versenyszám     | Idő      | Hely.    | Össz.    | Idő         | Hely.       | Össz.       | Idő      | Hely.    | Össz.    | Idő      | Helyezés |
| ------------------------- | --------------- | -------- | -------- | -------- | ----------- | ----------- | ----------- | -------- | -------- | -------- | -------- | -------- |
| Irina Latve               | 800 m           | 2:06,05  | 6.       | 29.      |             |             |             | kiesett  | kiesett  | kiesett  | kiesett  | kiesett  |
| Jeļena Čelnova-Prokopčuka | 5000 m          | 15:09,45 | 4.       | 8.       |             |             |             |          |          |          | 14:55,46 | 9.       |
| Jeļena Čelnova-Prokopčuka | 10 000 m        | 32:32,87 | 8.       | 8.       |             |             |             |          |          |          | 32:17,72 | 19.      |
| Anita Trumpe              | 100 m gát       | 13,77    | 7.       | 33.      | kiesett     | kiesett     | kiesett     | kiesett  | kiesett  | kiesett  | kiesett  | kiesett  |
| Irēna Žauna               | 400 m gát       | 57,79    | 5.       | 23.      |             |             |             | kiesett  | kiesett  | kiesett  | kiesett  | kiesett  |
| Jolanta Dukure            | 20 km gyaloglás |          |          |          |             |             |             |          |          |          | 1:36:54  | 30.      |
| Anita Liepiņa             | 20 km gyaloglás |          |          |          |             |             |             |          |          |          | 1:39:17  | 37.      |

| Versenyző          | Versenyszám   | Selejtező                | Selejtező                | Döntő    | Döntő    |
| Versenyző          | Versenyszám   | Eredmény                 | Helyezés                 | Eredmény | Helyezés |
| ------------------ | ------------- | ------------------------ | ------------------------ | -------- | -------- |
| Līga Kļaviņa       | Magasugrás    | érvényes kísérlet nélkül | érvényes kísérlet nélkül | kiesett  | kiesett  |
| Valentīna Gotovska | Távolugrás    | 647 cm                   | 19.                      | kiesett  | kiesett  |
| Inga Kožarenoka    | Gerelyhajítás | 53,83 m                  | 30.                      | kiesett  | kiesett  |

* - egy másik versenyzővel azonos eredményt ért el

## Birkózás
Szabadfogású
| Versenyző        | Versenyszám | Csoportkör                                                                                       | Csoportkör | Negyeddöntő       | Elődöntő          | Bronz- mérkőzés   | Döntő             | Helyezés |
| Versenyző        | Versenyszám | Ellenfél Eredmény                                                                                | Hely.      | Ellenfél Eredmény | Ellenfél Eredmény | Ellenfél Eredmény | Ellenfél Eredmény | Helyezés |
| ---------------- | ----------- | ------------------------------------------------------------------------------------------------ | ---------- | ----------------- | ----------------- | ----------------- | ----------------- | -------- |
| Igors Samušonoks | 85 kg       | 5. csoport · Yoel Romero (CUB) · 0-3 · Magomed Kuruglijev (KAZ) · 7-6 · Justin Abdou (CAN) · 2-3 | 3.         | kiesett           | kiesett           | kiesett           | kiesett           | 11.      |

## Cselgáncs
Férfi
| Versenyző          | Versenyszám | Selejtező         | 32-es főtábla                   | Nyolcaddöntő                        | Negyeddöntő                          | Elődöntő          | Vigaszág első kör | Vigaszág negyeddöntő            | Vigaszág elődöntő               | Bronz- mérkőzés                 | Döntő             | Helyezés |
| Versenyző          | Versenyszám | Ellenfél Eredmény | Ellenfél Eredmény               | Ellenfél Eredmény                   | Ellenfél Eredmény                    | Ellenfél Eredmény | Ellenfél Eredmény | Ellenfél Eredmény               | Ellenfél Eredmény               | Ellenfél Eredmény               | Ellenfél Eredmény | Helyezés |
| ------------------ | ----------- | ----------------- | ------------------------------- | ----------------------------------- | ------------------------------------ | ----------------- | ----------------- | ------------------------------- | ------------------------------- | ------------------------------- | ----------------- | -------- |
| Vsevolods Zeļonijs | Könnyűsúly  | erőnyerő          | Ernst Laraque (HAI) · 1001-0000 | Andrey Shturbabin (UZB) · 1010-0000 | Giuseppe Maddaloni (ITA) · 0001-0011 |                   |                   | Hassen Moussa (TUN) · 1000-0010 | Ferrid Kheder (FRA) · 1110-0100 | Cshö Jongszin (KOR) · 1000-0000 |                   |          |

## Evezés
Férfi
| Versenyző        | Versenyszám  | Előfutam | Előfutam | Vigaszág | Vigaszág | Elődöntő | Elődöntő | Elődöntő | Döntő | Döntő    | Döntő    | Helyezés |
| Versenyző        | Versenyszám  | Idő      | Hely.    | Idő      | Hely.    | Típus    | Idő      | Hely.    | Típus | Idő      | Hely.    | Helyezés |
| ---------------- | ------------ | -------- | -------- | -------- | -------- | -------- | -------- | -------- | ----- | -------- | -------- | -------- |
| Andris Reinholds | Egypárevezős | kizárták | kizárták | kizárták | kizárták | A/B      | kizárták | kizárták | B     | kizárták | kizárták | kizárták |

## Kajak-kenu

### Síkvízi
Férfi
| Versenyző            | Versenyszám       | Előfutam | Előfutam | Előfutam | Elődöntő | Elődöntő | Elődöntő | Döntő    | Döntő    |
| Versenyző            | Versenyszám       | Idő      | Hely.    | Össz.    | Idő      | Hely.    | Össz.    | Idő      | Helyezés |
| -------------------- | ----------------- | -------- | -------- | -------- | -------- | -------- | -------- | -------- | -------- |
| Jefimijs Klementjevs | Kenu egyes 1000 m | 3:58,840 | 4.       | 9.       | 4:01,300 | 2.       | 2.       | 4:00,931 | 7.       |

## Kerékpározás

### Országúti kerékpározás
Férfi
| Versenyző           | Versenyszám   | Idő                     | Helyezés      |
| ------------------- | ------------- | ----------------------- | ------------- |
| Raivis Belohvoščiks | Időfutam      | 0:59:57,852 (+2:17,432) | 15.           |
| Raivis Belohvoščiks | Mezőnyverseny | nem ért célba           | nem ért célba |
| Arvis Piziks        | Mezőnyverseny | 5:30:46 (+1:38)         | 22.           |
| Andris Reiss        | Mezőnyverseny | 5:42:01 (+12:53)        | 81.           |
| Andris Naudužs      | Mezőnyverseny | nem ért célba           | nem ért célba |
| Dainis Ozols        | Mezőnyverseny | nem ért célba           | nem ért célba |
| Dainis Ozols        | Időfutam      | 1:00:46,390 (+3:05,970) | 21.           |

### Pálya-kerékpározás
Sprintversenyek
| Versenyző                                 | Versenyszám  | Selejtező | Selejtező | 1. forduló                                                          | Vigaszág               | Vigaszág | 2. forduló                    | Vigaszág                                          | Vigaszág | 9–12. helyért                                   | 9–12. helyért | Negyeddöntő          | 5–8. helyért           | 5–8. helyért | Elődöntő             | Döntő                | Helyezés |
| Versenyző                                 | Versenyszám  | Idő       | Hely.     | Ellenfél Győztes idő                                                | Ellenfelek Győztes idő | Hely.    | Ellenfél Győztes idő          | Ellenfelek Győztes idő                            | Hely.    | Ellenfelek Győztes idő                          | Hely.         | Ellenfél Győztes idő | Ellenfelek Győztes idő | Hely.        | Ellenfél Győztes idő | Ellenfél Győztes idő | Helyezés |
| ----------------------------------------- | ------------ | --------- | --------- | ------------------------------------------------------------------- | ---------------------- | -------- | ----------------------------- | ------------------------------------------------- | -------- | ----------------------------------------------- | ------------- | -------------------- | ---------------------- | ------------ | -------------------- | -------------------- | -------- |
| Viesturs Bērziņš                          | Férfi egyéni | 10,343    | 5.        | Óta Sinicsi (JPN) · 11,008                                          |                        |          | Jan van Eijden (GER) · 11,009 | Craig MacLean (GBR) · Chelly Arrue (USA) · 11,108 | 2.       | Pavel Buráň (CZE) · Chelly Arrue (USA) · 11,078 | 2.            |                      |                        |              |                      |                      | 10.      |
| Viesturs Bērziņš Ainārs Ķiksis Ivo Lakučs | Férfi csapat | 45,406    | 5.        | Ausztrália (AUS) · Sean Eadie · Darryn Hill · Gary Neiwand · 44,745 |                        |          |                               |                                                   |          |                                                 |               |                      |                        |              |                      | kiesett              | 5.       |

Időfutam
| Név          | Versenyszám  | Idő      | Helyezés |
| ------------ | ------------ | -------- | -------- |
| Gvido Miezis | Férfi egyéni | 1:08,113 | 16.      |

Keirin
| Versenyző     | Versenyszám | 1. forduló | Vigaszág | 2. forduló | Döntő    |
| Versenyző     | Versenyszám | Helyezés   | Helyezés | Helyezés   | Helyezés |
| ------------- | ----------- | ---------- | -------- | ---------- | -------- |
| Ainārs Ķiksis | Férfi       | kizárták   | 1.       | kizárták   | kiesett  |

## Öttusa
| Versenyző         | Versenyszám | Lövészet | Lövészet | Lövészet | Vívás    | Vívás | Vívás | Úszás   | Úszás | Úszás | Lovaglás | Lovaglás | Lovaglás | Lovaglás | Futás    | Futás | Futás | Összesen    | Összesen |
| Versenyző         | Versenyszám | Pontszám | Pont     | Hely.    | Eredmény | Pont  | Hely. | Idő     | Pont  | Hely. | Idő      | Hibapont | Pont     | Hely.    | Idő      | Pont  | Hely. | Összes pont | Helyezés |
| ----------------- | ----------- | -------- | -------- | -------- | -------- | ----- | ----- | ------- | ----- | ----- | -------- | -------- | -------- | -------- | -------- | ----- | ----- | ----------- | -------- |
| Deniss Čerkovskis | Férfi       | 174      | 1024     | 17.*     | 6-18     | 600   | 24.   | 2:12,04 | 1180  | 19.   | 1:06,14  | 130      | 967      | 12.      | 9:27,35  | 1132  | 7.    | 4903        | 18.      |
| Jeļena Rubļevska  | Női         | 169      | 964      | 18.*     | 15-9     | 960   | 1.*** | 2:29,07 | 1110  | 20.   | 1:02,65  | 145      | 955      | 12.      | 11:04,81 | 1062  | 8.    | 5051        | 8.       |

## Sportlövészet
Férfi
| Versenyző         | Versenyszám          | Selejtező | Selejtező | Döntő   | Döntő    |
| Versenyző         | Versenyszám          | Pont      | Helyezés  | Pont    | Helyezés |
| ----------------- | -------------------- | --------- | --------- | ------- | -------- |
| Afanasijs Kuzmins | Gyorstüzelő pisztoly | 585       | 6.        | 681,3   | 8.       |
| Boriss Timofejevs | Skeet                | 122       | 12.*      | kiesett | kiesett  |

* - egy másik versenyzővel azonos eredményt ért el

## Súlyemelés
Férfi
| Versenyző          | Versenyszám | Szakítás                 | Szakítás                 | Lökés    | Lökés    | Összesen | Helyezés |
| Versenyző          | Versenyszám | Eredmény                 | Helyezés                 | Eredmény | Helyezés | Összesen | Helyezés |
| ------------------ | ----------- | ------------------------ | ------------------------ | -------- | -------- | -------- | -------- |
| Sergejs Lazovskis  | 94 kg       | 155,0                    | 18.                      | 200,0    | 13.*     | 355,0    | 18.      |
| Viktors Ščerbatihs | +105 kg     | 202,5                    | 4.*                      | 250,0    | 6.       | 452,5    | 6.       |
| Raimonds Bergmanis | +105 kg     | érvényes kísérlet nélkül | érvényes kísérlet nélkül | kiesett  | kiesett  | kiesett  | kiesett  |

* - egy másik versenyzővel azonos eredményt ért el

## Torna
Férfi
| Versenyző     | Versenyszám      | Selejtező | Selejtező | Döntő    | Döntő    |
| Versenyző     | Versenyszám      | Pontszám  | Helyezés  | Pontszám | Helyezés |
| ------------- | ---------------- | --------- | --------- | -------- | -------- |
| Igors Vihrovs | Talaj            | 9,662     | 4.        | 9,812    |          |
| Igors Vihrovs | Ugrás            | 9,587     | 23.*      | kiesett  | kiesett  |
| Igors Vihrovs | Korlát           | 9,500     | 31.*      | kiesett  | kiesett  |
| Igors Vihrovs | Nyújtó           | 9,600     | 33.**     | kiesett  | kiesett  |
| Igors Vihrovs | Gyűrű            | 9,375     | 49.       | kiesett  | kiesett  |
| Igors Vihrovs | Lólengés         | 8,462     | 74.       | kiesett  | kiesett  |
| Igors Vihrovs | Egyéni összetett | 56,186    | 26.       | kiesett  | kiesett  |

## Úszás
Férfi
| Versenyző          | Versenyszám    | Előfutam | Előfutam | Előfutam | Elődöntő | Elődöntő | Elődöntő | Döntő   | Döntő    |
| Versenyző          | Versenyszám    | Idő      | Hely.    | Össz.    | Idő      | Hely.    | Össz.    | Idő     | Helyezés |
| ------------------ | -------------- | -------- | -------- | -------- | -------- | -------- | -------- | ------- | -------- |
| Valērijs Kalmikovs | 100 m mell     | 1:04,02  | 1.*      | 34.*     | kiesett  | kiesett  | kiesett  | kiesett | kiesett  |
| Valērijs Kalmikovs | 200 m mell     | 2:16,21  | 3.       | 19.      | kiesett  | kiesett  | kiesett  | kiesett | kiesett  |
| Valērijs Kalmikovs | 200 m vegyes   | 2:04,18  | 2.       | 24.      | kiesett  | kiesett  | kiesett  | kiesett | kiesett  |
| Artūrs Jakovļevs   | 100 m pillangó | 56,63    | 4.       | 56.      | kiesett  | kiesett  | kiesett  | kiesett | kiesett  |

Női
| Versenyző           | Versenyszám | Előfutam | Előfutam | Előfutam | Elődöntő | Elődöntő | Elődöntő | Döntő   | Döntő    |
| Versenyző           | Versenyszám | Idő      | Hely.    | Össz.    | Idő      | Hely.    | Össz.    | Idő     | Helyezés |
| ------------------- | ----------- | -------- | -------- | -------- | -------- | -------- | -------- | ------- | -------- |
| Agnese Ozoliņa      | 50 m gyors  | 27,28    | 2.       | 44.      | kiesett  | kiesett  | kiesett  | kiesett | kiesett  |
| Agnese Ozoliņa      | 100 m gyors | 59,28    | 8.       | 45.      | kiesett  | kiesett  | kiesett  | kiesett | kiesett  |
| Margarita Kalmikova | 200 m mell  | 2:35,69  | 4.       | 28.      | kiesett  | kiesett  | kiesett  | kiesett | kiesett  |

* - egy másik versenyzővel azonos eredményt ért el

## Vitorlázás
Női
| Versenyző          | Versenyszám     | Futam | Futam | Futam | Futam | Futam | Futam | Futam | Futam | Futam | Futam | Futam | Pontszám | Helyezés |
| Versenyző          | Versenyszám     | 1     | 2     | 3     | 4     | 5     | 6     | 7     | 8     | 9     | 10    | 11    | Pontszám | Helyezés |
| ------------------ | --------------- | ----- | ----- | ----- | ----- | ----- | ----- | ----- | ----- | ----- | ----- | ----- | -------- | -------- |
| Vita Matīse        | Szörfvitorlázás | 18    | 19    | 17    | 22    | 20    | 13    | (23)  | 18    | 20    | (24)  | 23    | 170,0    | 22.      |
| Žaklīna Litauniece | Europe          | 24    | (26)  | (27)  | 26    | 24    | 20    | 24    | 25    | 24    | 26    | 25    | 218,0    | 27.      |

## Vívás
Női
| Versenyző        | Versenyszám       | Selejtező                  | 32-es főtábla                | Nyolcaddöntő             | Negyeddöntő       | Elődöntő          | Bronz- mérkőzés   | Döntő             | Helyezés |
| Versenyző        | Versenyszám       | Ellenfél Eredmény          | Ellenfél Eredmény            | Ellenfél Eredmény        | Ellenfél Eredmény | Ellenfél Eredmény | Ellenfél Eredmény | Ellenfél Eredmény | Helyezés |
| ---------------- | ----------------- | -------------------------- | ---------------------------- | ------------------------ | ----------------- | ----------------- | ----------------- | ----------------- | -------- |
| Jūlija Vansoviča | Párbajtőr, egyéni | Caterin Bravo (CHI) · 15-5 | Szalay Gyöngyi (HUN) · 15-13 | Nagy Tímea (HUN) · 10-15 | kiesett           | kiesett           | kiesett           | kiesett           | 16.      |